# Liste der Kulturgüter in Lostorf
Die Liste der Kulturgüter in Lostorf enthält alle Objekte in der Gemeinde Lostorf im Kanton Solothurn, die gemäss der Haager Konvention zum Schutz von Kulturgut bei bewaffneten Konflikten, dem Bundesgesetz vom 20. Juni 2014 über den Schutz der Kulturgüter bei bewaffneten Konflikten sowie der Verordnung vom 29. Oktober 2014 über den Schutz der Kulturgüter bei bewaffneten Konflikten unter Schutz stehen.
Objekte der Kategorie A sind im Gemeindegebiet nicht ausgewiesen, Objekte der Kategorie B sind vollständig in der Liste enthalten, Objekte der Kategorie C fehlen zurzeit (Stand: 1. Januar 2023).

## Kulturgüter
| Foto |                                                                        | Objekt                                     | Kat. | Typ | Standort                             | Beschreibung |
| ---- | ---------------------------------------------------------------------- | ------------------------------------------ | ---- | --- | ------------------------------------ | ------------ |
| ja   | Datei hochladen · Wikidata zu Haus (Q29880938)                         | Haus KGS-Nr.: 04588                        | B    | G   | Hauptstrasse 49 638036 / 248733      |              |
| ja   | Datei hochladen · Wikidata zu Pfarrhaus (Q29880940)                    | Pfarrhaus KGS-Nr.: 04589                   | B    | G   | Räckholdernstrasse 3 638484 / 247829 |              |
| ja   | Datei hochladen · Wikidata zu Schloss Wartenfels (Q20012602)           | Schloss Wartenfels KGS-Nr.: 04590          | B    | G   | Schlossstrasse 28 637450 / 248990    |              |
| ja   | Datei hochladen · Wikidata zu Alte Geige (Q29880935)                   | Alte Geige KGS-Nr.: 11178                  | B    | G   | Alte Badstrasse 1 637665 / 249144    |              |
| BW   | Datei hochladen · Wikidata zu Schloss Wartenfels Sammlung (Q114869809) | Schloss Wartenfels Sammlung KGS-Nr.: 17077 | B    | S   | Schlossstrasse 26 637394 / 248924    |              |
| BW   | Datei hochladen · Wikidata zu Dorfmuseum (Q114870176)                  | Dorfmuseum KGS-Nr.: 17078                  | B    | S   | Hauptstrasse 49 638036 / 248733      |              |